# Venera 1964B
A Venera 3MV-1 No.3, também conhecida como Venera 1964B no Ocidente, foi uma sonda Soviética, 
lançada em 1964 como parte do Programa Venera, com o objetivo de explorar o planeta Vênus.
Devido a um problema no terceiro estágio do foguete lançador, ele não conseguiu deixar a órbita terrestre baixa.
A Venera 3MV-1 No.3 foi lançada em 1 de Março de 1964, por intermédio de um foguete Molniya (8K78), 
a partir do Cosmódromo de Baikonur.